# Ferrisicoccus psidii
Ferrisicoccus psidii är en insektsart som beskrevs av Mukhopadhyay och Birenda Nath Ghose 1994. Ferrisicoccus psidii ingår i släktet Ferrisicoccus och familjen ullsköldlöss. Inga underarter finns listade i Catalogue of Life.